# Болгарія на зимових Олімпійських іграх 1960
Болгарія брала участь у зимових Олімпійських іграх 1960. Країну представляли три жінки. Виступи команда закінчила без нагород.